# Над Дніпровою сагою…
«Над Дніпровою сагою…» — вірш Тараса Шевченка 1860 року, написаний у С.-Петербурзі.

## Написання та автографи
Зберігся чистовий автограф вірша у «Більшій книжці». Автограф містить дату: «24 июня». Первісний автограф вірша не відомий.
Вірш датується дослідниками за автографом та його місцем у «Більшій книжці» серед творів 1860 року: 24 червня 1860 року, та місцем написання — С.-Петербург.

## Публікація
Вперше вірш надруковано за «Більшою книжкою» у журналі «Основа» 1861 року (№ 10, стор. 2). До збірки творів вірш уперше введено у виданні: «Кобзарь Тараса Шевченка / Коштом Д. Е. Кожанчикова» 1867 року (СПб., стор. 648), де подано за першодруком.

## Сюжет
У центрі твору — запозичений з відомої народної пісні «Стоїть явір над водою» паралелізм образів: похиленого над водою явора з підмитим корінням і зажуреного важкою долею козака. Але вірш є не наслідуванням, а самостійною творчою трансформацією народнопісенної теми й образу, наснаженою власними настроями і переживаннями поета. За Ф. Колессою, вірш містить «автобіографічні натяки» (особиста самотність поета).

## Музика
Пісенна структура й тональність вірша привернули увагу багатьох композиторів. Музику на його слова написали М. Лисенко, В. Заремба, Б. Лятошинський, Я. Ярославенко, Д. Клебанов й інші.